# 多花马先蒿
多花马先蒿（学名：Pedicularis floribunda）是列当科马先蒿属的植物，为中国的特有植物。分布于中国大陆的四川等地，生长于海拔2,350米至2,700米的地区，多生长在多石山坡上，目前尚未由人工引种栽培。